# Championnat de France Pro A de tennis de table 2016-2017
 (août 2019).
Navigation
Pro A 2015-2016 Pro A 2017-2018
Le Championnat de France Pro A de tennis de table 2016-2017 est la 14e édition du Championnat de France Pro A de tennis de table, plus haut niveau des championnats de France de tennis de table par équipes. Il oppose les 10 meilleures équipes de France dans le championnat masculin et les sept meilleures équipes féminines.

## Longévité en cours
- Angers dispute sa 16e saison consécutive en première division. Les angevins sont les seuls avec Hennebont à avoir participé aux 12 premières éditions de la Pro A masculine.
- Lys-lez-Lannoy dispute sa 18e saison consécutive en première division. Le club nordiste et par conséquent le seul à avoir disputé toutes les saisons de la Pro A féminine

## Organisation 2016-2017
Plusieurs changements sont au programme de cette saison 2016-2017 :
- En Pro A messieurs, il n'y a plus qu'une seule descente en PRO B. Le dernier de la poule est relégué à l'issue de la saison.
- Les rencontres se déroulent au meilleur des 5 parties (3 - 0; 3 - 1; 3 - 2). Chaque partie gagnée rapporte 1 point au classement général, ainsi, une victoire rapporte toujours 3 points, mais une défaite peut rapporter 0, 1 ou 2 points, le match nul n'est plus possible. Il s'agit de la formule ligue des champions.

## PRO A Messieurs

### Classement Général
Classements par équipe du championnat de France de PRO A messieurs saison 2016 - 2017.
Général
| Rang | Équipe               | Pts | J  | V  | N | D  | F | Pp | Pc | Diff |
| ---- | -------------------- | --- | -- | -- | - | -- | - | -- | -- | ---- |
| 1    | Chartres ASTT        | 46  | 18 | 15 | 0 | 3  | 0 | 46 | 27 | +19  |
| 2    | SS La Romagne        | 44  | 18 | 13 | 0 | 5  | 0 | 44 | 28 | +16  |
| 3    | AS Pontoise-Cergy TT | 43  | 18 | 12 | 0 | 6  | 0 | 43 | 25 | +18  |
| 4    | GV Hennebont         | 39  | 18 | 10 | 0 | 8  | 0 | 39 | 33 | +6   |
| 5    | Morez Haut-Jura      | 36  | 18 | 6  | 0 | 12 | 0 | 36 | 43 | -7   |
| 6    | Villeneuve PPC       | 32  | 18 | 6  | 0 | 12 | 0 | 32 | 43 | -11  |
| 7    | Istres TT            | 31  | 18 | 6  | 0 | 12 | 0 | 31 | 42 | -11  |
| 8    | Roanne LNTT          | 31  | 18 | 7  | 0 | 11 | 0 | 31 | 40 | -9   |
| 9    | Vaillante Angers     | 30  | 18 | 8  | 0 | 10 | 0 | 30 | 39 | -9   |
| 10   | Caen TTC             | 28  | 18 | 7  | 0 | 11 | 0 | 28 | 40 | -12  |

source
- Chartres a décroché son 4e titre de champion de France de Pro A messieurs[1],[2].
- L'équipe championne est composée de Alexandre Robinot, Joao Monteiro, Pär Gerell et Robert Gardos et est entraîné par Calin Toma[2].

## PRO A Dames

### Classement Général
| Rang | Équipe              | Pts | J  | V | N | D | F | Pp | Pc | Diff |
| ---- | ------------------- | --- | -- | - | - | - | - | -- | -- | ---- |
| 1    | Metz TT             | 32  | 12 | 9 | 0 | 3 | 0 | 32 | 21 | +11  |
| 2    | TT Saint-Quentin    | 27  | 12 | 7 | 0 | 5 | 0 | 27 | 24 | +3   |
| 3    | Poitiers TTACC 86   | 26  | 12 | 7 | 0 | 5 | 0 | 26 | 23 | +3   |
| 4    | ASRTT Étival-Raon   | 25  | 12 | 5 | 0 | 7 | 0 | 25 | 24 | +1   |
| 5    | ALCL Grand-Quevilly | 24  | 12 | 6 | 0 | 6 | 0 | 24 | 29 | -5   |
| 6    | CP Lys-lez-Lannoy   | 22  | 12 | 5 | 0 | 7 | 0 | 22 | 25 | -3   |
| 7    | CA Mayenne          | 20  | 12 | 3 | 0 | 9 | 0 | 20 | 30 | -10  |

source